# Leica V-Lux 30
La Leica V-Lux 30 è una fotocamera non-SLR prodotta dalla Leica che fa parte della serie Leica Lux ed è sul mercato da giugno 2011.
Dispone di una memoria interna di 18 MB, espandibile con SD, SDHC o SDXC. Pesa 219 g e può eseguire filmati in AVCHD (720p). Dimensioni: 104x57x33 mm.

## Colori
La fotocamera è disponibile nel colore nero.

## Corredo
Software fotografico Adobe Photoshop Elements 9 e Adobe Premiere Elements.